# Liu Shipei
Liu Shipei, en chinois : 劉師培, né le 24 juin 1884 à Yizheng et mort le 20 novembre 1919 à Pékin, est un philologue anarchiste, révolutionnaire et militant chinois. Alors que sa femme, He Zhen, et lui étaient en exil au Japon, il est devenu un nationaliste fervent. Il a alors vu les doctrines de l'anarchisme comme une voie vers la révolution sociale, tout en souhaitant la préservation de l'essence culturelle chinoise, en particulier le taoïsme et les souvenirs de la Chine pré-impériale. En 1909, il est retourné en Chine de façon inattendue pour travailler pour le gouvernement mandchou. Après 1911, il a soutenu la tentative de Yuan Shikai de devenir empereur. Après la mort de Yuan en 1916, il rejoint le corps enseignant de l'université de Pékin. Il est mort de la tuberculose en 1919.